# Municipio de Tibro
Tibro (en sueco: Tibro kommun) es un municipio en la provincia de Västra Götaland, al suroeste de Suecia. Su sede se encuentra en la ciudad de Tibro. El municipio se creó en 1971 con la fusión de Tibro y partes de Mölltorp.

## Localidades
Hay dos áreas urbanas (tätort) en el municipio:
| # | Tätort     | Población |
| - | ---------- | --------- |
| 1 | Tibro      | 8522      |
| 2 | Fagersanna | 684       |